# Vishwanath Pratap Singh

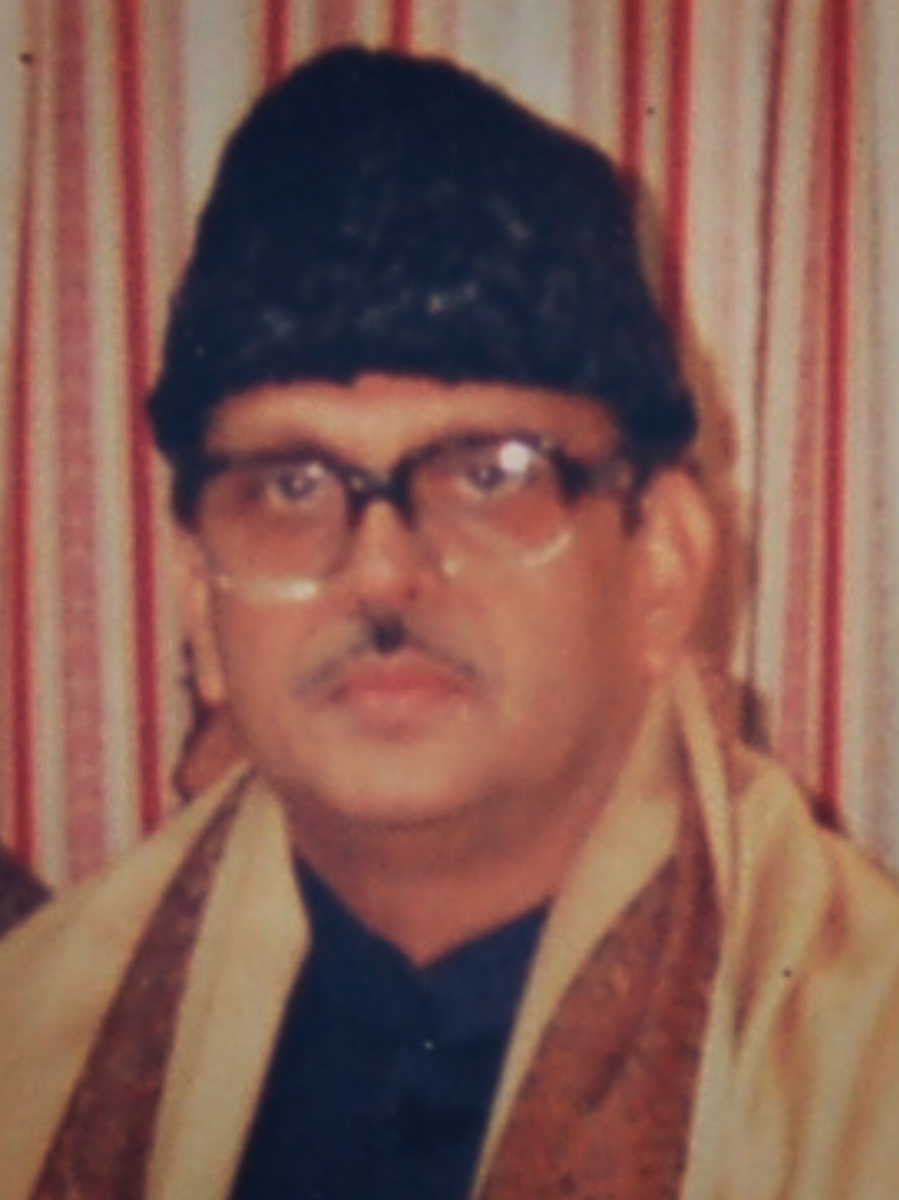
Prim-ministrul Indiei, Vishwanath Pratap Singh.

Vishwanath Pratap Singh (în limba hindi विश्वनाथ प्रताप सिंह) (n. 25 iunie 1931 - d. 27 noiembrie 2008), a fost un om politic indian, care a îndeplinit funcția de prim-ministru al Indiei în perioada 2 decembrie 1989 - 10 noiembrie 1990.
1. 1 2  Vishwanath P. Singh, Munzinger Personen, accesat în 9 octombrie 2017
2. 1 2  Vishwanath Pratap Singh, Brockhaus Enzyklopädie
3. 1 2  V.P. Singh, Encyclopædia Britannica Online, accesat în 9 octombrie 2017